# Hrobka rodu Beaufort-Spontin (Bečov nad Teplou)
Hrobka rodu Beaufort-Spontin je zaniklá pohřební kaple sv. Petra v Bečově nad Teplou v okrese Karlovy Vary. Pohřebiště původně lotrinského rodu Beaufort-Spontinů bylo postaveno na Farské louce v roce 1926. Kaple, která byla kopií kaple sv. Petra ve Florennes v Belgii, byla výrazným krajinotvorným prvkem. V rozmezí pěti let v ní byli pohřbeni čtyři příslušníci rodu. Po druhé světové válce objekt chátral a nakonec byl v roce 1981 stržen.

## Historie

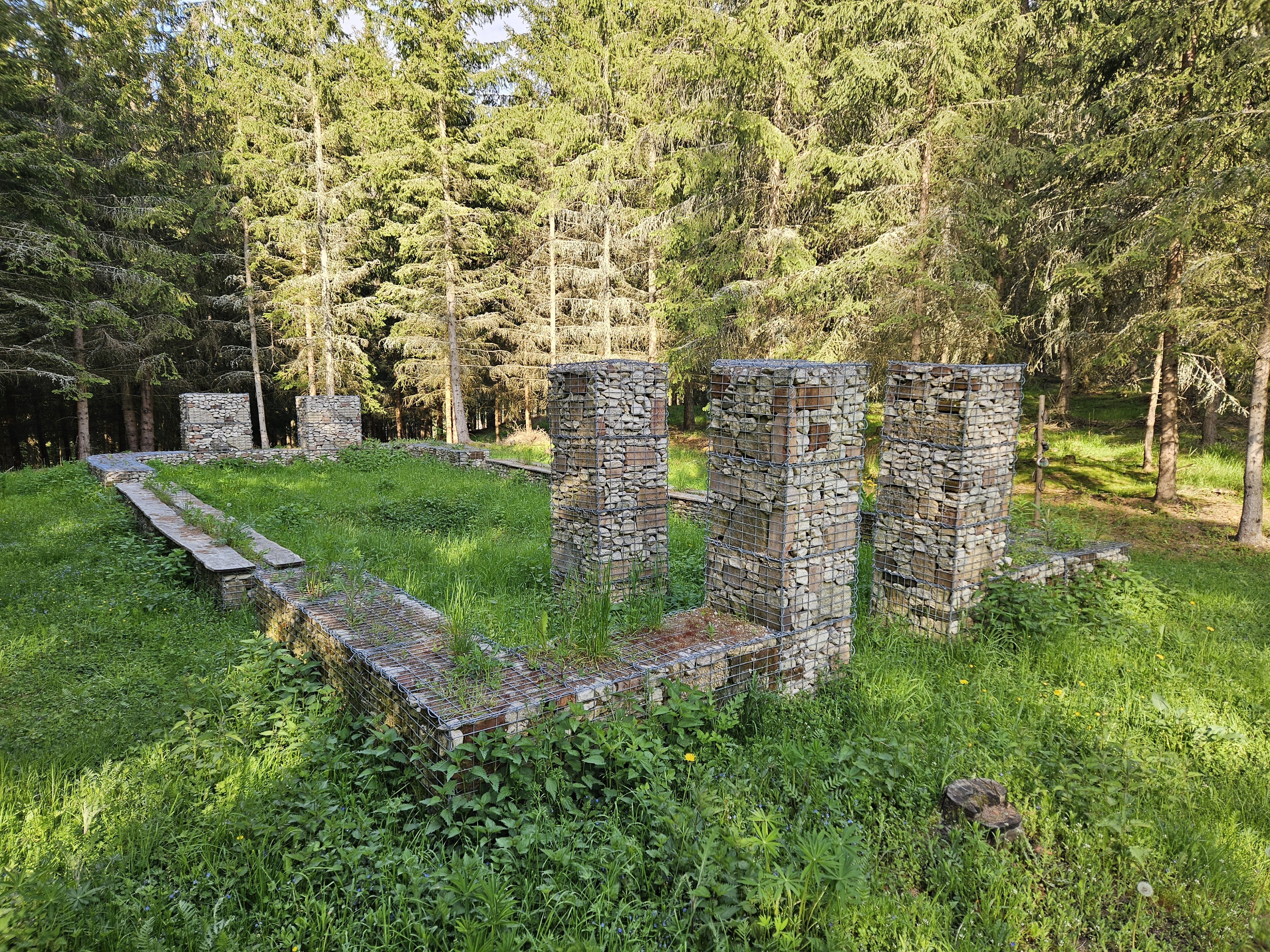
Stav pietního místa po roce 2020

Bedřich August z Beaufort-Spontinu (1751–1817), 1. vévoda de Beaufort-Spontin, koupil panství Bečov nad Teplou v roce 1813 od Aloise Václava z Kaunitz-Rietbergu (1774–1848).
Pohřební kapli nechal postavit tehdejší majitel bečovského hradu a zámku Heinrich (Jindřich) Beaufort-Spontin (1880–1966) v roce 1926. Nacházela se na Farské louce (Pfarrlagel) nedaleko silnice vedoucí z Bečova nad Teplou do Nové Vsi. Tvořila závěr pohledové osy Pluhovské domy – botanická zahrada – kaple. Okolí bylo parkově upraveno, bylo propleteno udržovanými cestičkami a doplněno lavičkami.
K pohřbům byla kaple využita pouze čtyřikrát, po dostavění kaple v roce 1926 se zde druhotně konaly tři pohřby a v roce 1931 ještě jeden poslední. Po válce v létě 1945 zemřela manželka majitele zámku a velkostatku Maria. Sovětské vojenské jednotky nedovolily její převoz a pohřbení do hrobky, která se nacházela v americké zóně, proto byla pohřbena do hrobu na starém bečovském hřbitově.

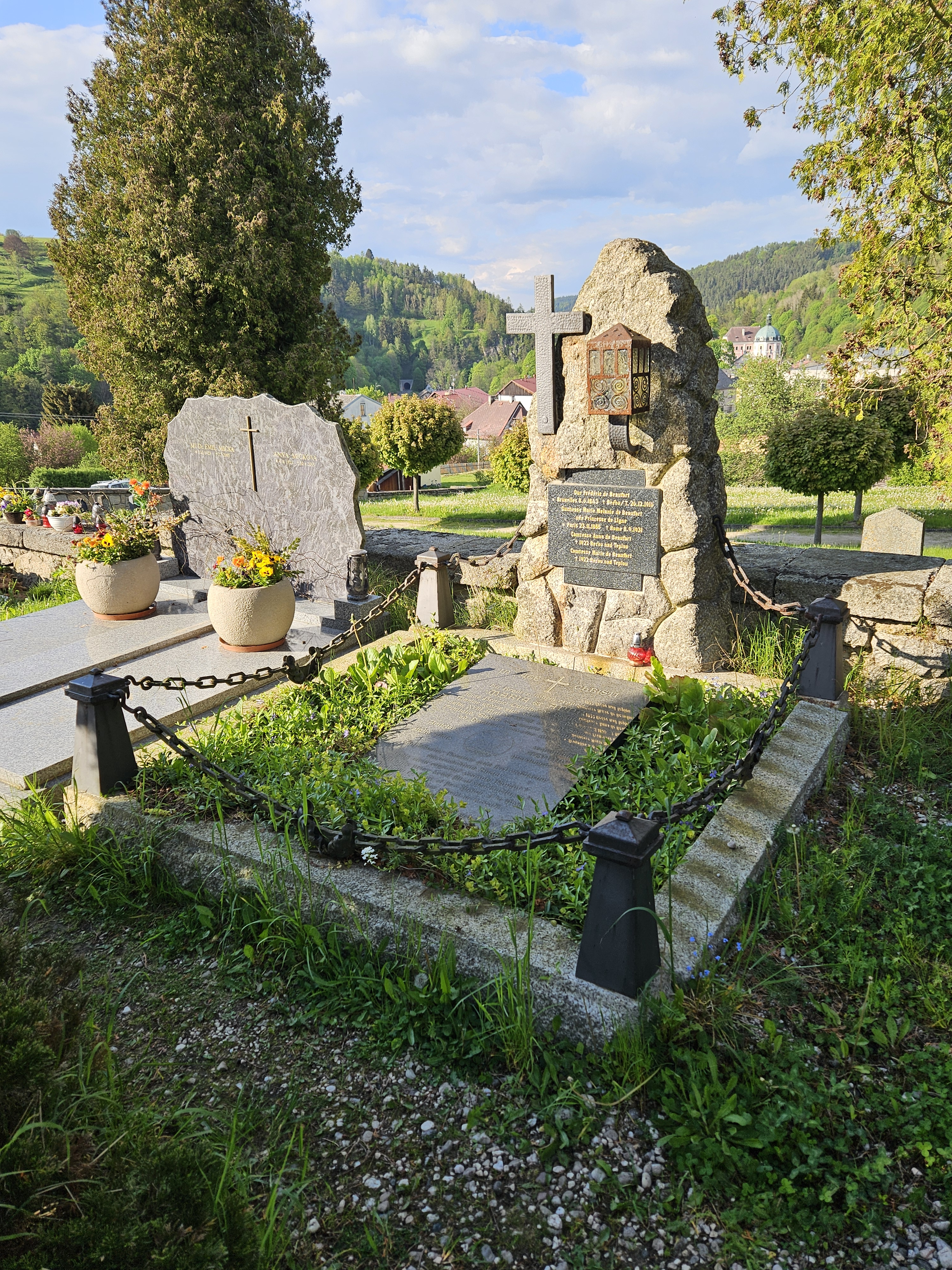
Současný hrob Beaufort-Spontinů na novém bečovském hřbitově

Rodina Beaufort-Spontin se přihlásila k německé národnosti, proto byla odsunuta, předtím však stačila ukrýt pod podlahu zámecké kaple proslavený relikviář svatého Maura. Pohřební kaple následně chátrala, byla také několikrát vykradena. Nebyly ušetřeny ani rakve s ostatky. Jaroslavu Lobkowiczovi (1910–1985), jehož matka byla z rodu Beaufort-Spontin, se podařilo v roce 1971 donutit tehdejší úřady, aby byly ostatky mrtvých z rozpadající se stavby vyzvednuty a důstojně pohřbeny v Mariině hrobě na starém bečovském hřbitově.
Když se propadla střední část střechy a dovnitř začalo zatékat, devastace stavby se urychlila. Tehdejší režim neměl o hrobku zájem a protože byla v havarijním stavu, nechal ji na jaře 1981 strhnout. Stavební materiál si rozebrali místní, velká část byla použita při výstavbě obchodního domu Úsvit v centru města.
V polovině 80. let 20. století se při pátrání po tajemném velice cenném pokladu, ze kterého se nakonec vyklubal a v roce 1985 byl nalezen relikviář svatého Maura, prohledal i rodinný hrob na starém hřbitově. Těla pěti osob byla vyzvednuta a následně pohřbena v jiném hrobě u zdi na novém hřbitově. V tomto novém hrobě byl původně pochován panský hajný Fritz Schallner. Na hrob byla osazena nápisová deska, kde ovšem z nejistého důvodu chybí jméno Marie.
Na podzim roku 2020 byla provedena úprava pietního místa podle plánů Jiřího Šindeláře. Pomocí gabionových košů, do nichž byly naskládány nalezené pozůstatky stavebních materiálů původní stavby, byla vytvořena prostorová představa o tom, jak kaple kdysi vypadala. Lze vyčíst tvar kaple, umístění věže, vstupu i oken. Protože se původní plány nezachovaly, byl půdorys a jeho zaměření stanoven podle fotografií a historických leteckých snímků. Nedestruktivní úpravy byly provedeny tak, aby v budoucnu mohl proběhnout archeologický průzkum pod úrovní terénu.

## Architektura a vybavení

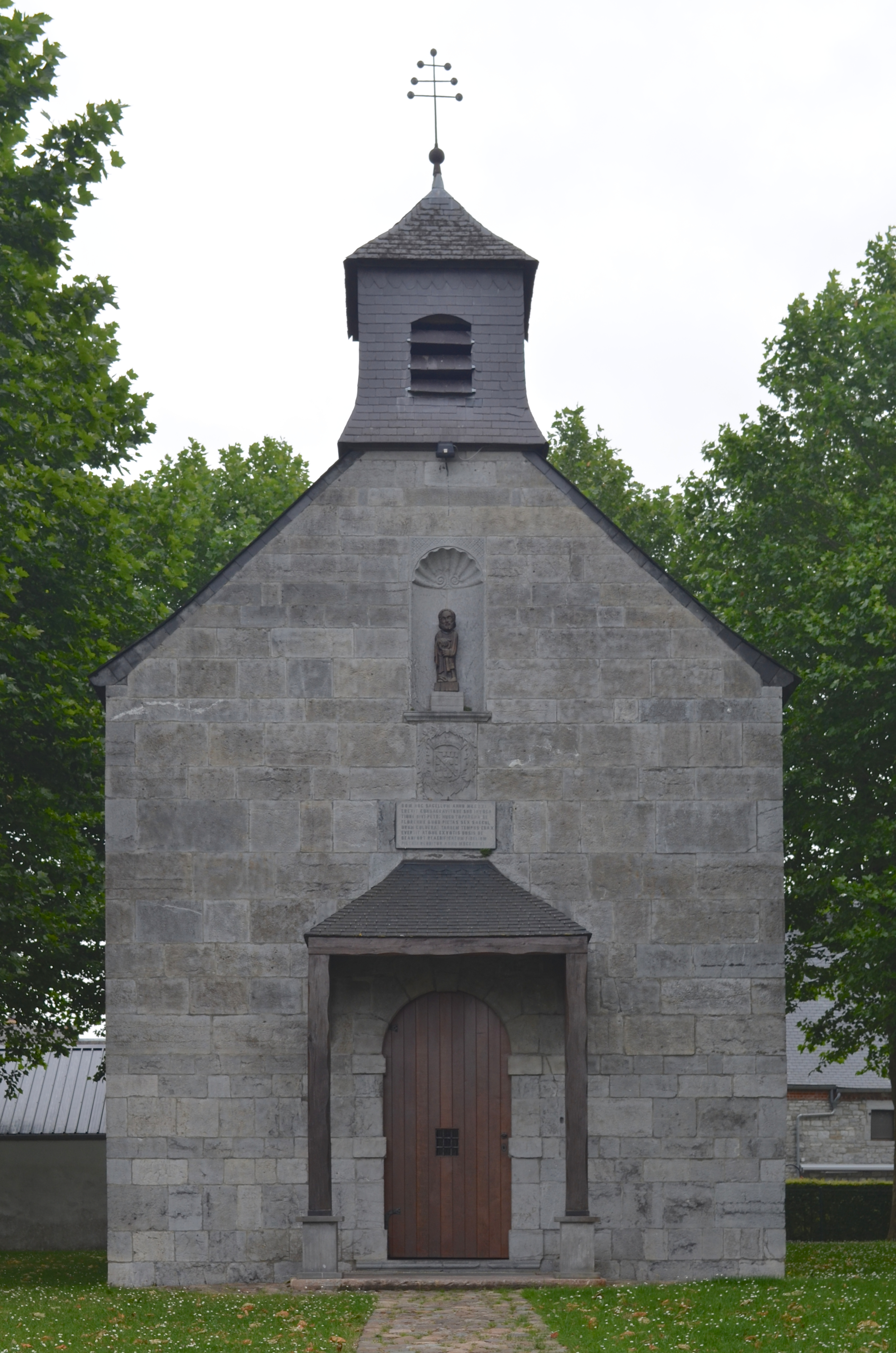
Kaple svatého Petra ve Florennes

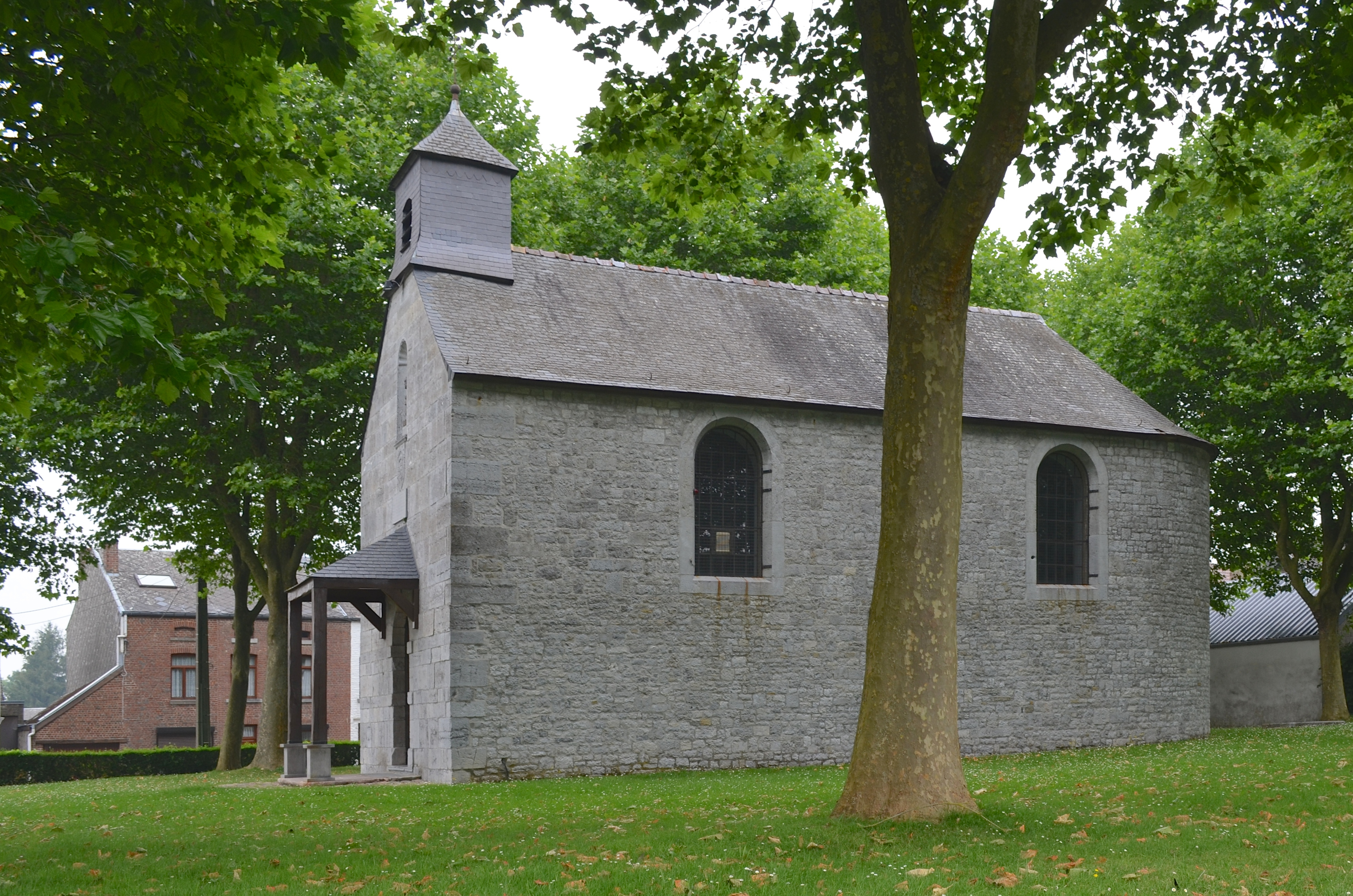
Kaple sv. Petra ve Florennes

Ideovým vzorem této stavby byla kaple sv. Petra ve Florennes, která také sloužila jako rodové pohřebiště. Sv. Petr je patronem rodu Beaufort-Spontin.
Kamenno-cihlová kaple měla obdélný půdorys, ve východní části byla zakončena neodsazeným obloukem. Vstupní průčelí kaple na jihozápadě bývalo prolomeno obdélným, polokruhově zakončeným profilovaným kamenným portálem se středovým klenákem a reliéfy. Masivní dveře byly vyrobeny z dubového dřeva. Ke dveřím se vystupovalo po dvou kamenných schodech s reliéfní výzdobou. Průčelí bývalo završeno trojúhelníkovým štítem, na který navazovala hranolová zvonička, která byla otevřená do třech stran čtvercovými okénky a kterou kryla jehlancová šindelovou stříškou s vysokým dvouramenným křížem na vrcholu. Ve zvoničce visel asi metr vysoký zvon, který byl vyzdoben ornamentálními reliéfy. Zvon odlila v roce 1926 zvonařská firma di Valle v Chebu. V ose nad vstupem se nacházel vysoký, polokruhově završený výklenek pro umístění sochy světce. Pod touto nikou byla zazděna profilovaná kamenná deska, patrně s reliéfním erbem. Na obou delších stranách stavby se nacházely dvojice vysokých polokruhově zakončených oken. Vnější stěny kaple bývaly hladké, bez členění, zakončené vynesenou profilovanou korunní římsou pod střechou. Stavbu kryla šindelová sedlová střecha nad závěrem zvalbená.
Vnitřní jednotný prostor kaple s neodděleným prostorem presbytáře býval sklenut valenou klenbou. Vnitřní stěny kaple byly hladké, bez členění. Uvnitř kaple stály dvě řady dřevěných lavic. V půlkruhovém presbytáři stával mramorový podstavec, který podpíraly dvě řady masivních kamenných profilovaných sloupků, po třech na každé straně. Vpravo od oltáře se nacházela kamenná socha Panny Marie. Pod podlahou ze železobetonových desek byla vyzděná krypta s ostatky zemřelých. Vrchní vrstvu podlahy tvořilo leštěné teraco. Vzor charakterizovaly protínající se kruhy různé velikosti.

## Seznam pohřbených

### Chronologicky podle data úmrtí
V tabulce jsou uvedeny základní informace o pohřbených. Fialově jsou vyznačeni příslušníci rodu Beaufort-Spontin, žlutě jsou vyznačeny manželky. Zeleně jsou vyznačeny osoby, které byly pohřbeny původně někde jinde. Zvláštní číslování a podložení modrou barvou má Marie-Adelheid, manželka posledního soukromého majitele zámku, které nebylo v roce 1945 umožněno spočinout v rodové hrobce. Červeně je vyznačen majitel velkostatku Bečov nad Teplou. Generace jsou počítány od Wauthiera I. z Beaufortu. U manželek je generace v závorce a týká se generace chotě.
| Po-řadí | Gene-race | Jméno pohřbeného                                   | Datum a místo narození        | Otec                                                                                                  | Datum a místo sňatku, choť                                                                    | Pohřeb a uložení do hrobky | Poznámky |
| Po-řadí | Gene-race | Jméno pohřbeného                                   | Datum a místo úmrtí           | Matka                                                                                                 | Datum a místo sňatku, choť                                                                    | Pohřeb a uložení do hrobky | Poznámky |
| ------- | --------- | -------------------------------------------------- | ----------------------------- | --- | --------------------------------------------------------------------------------------------- | --- | --- |
| 1.      | 27.       | Marie z Beaufort-Spontinu                          | 18. 5. 1913 Bečov nad Teplou  | Heinrich z Beaufort-Spontinu 11. 3. 1880 Paříž – 29. 4. 1966 Štýrský Hradec                           |                                                                                               | Původně pohřbena na hřbitově v Bečově nad Teplou, zde uložena v roce 1926. V roce 1971 ostatky exhumovány a pohřbeny na hřbitově v Bečově nad Teplou. V 80. letech 20. století přesunuta do hrobu na novém hřbitově v Bečově nad Teplou.                                                                          | Narodila se ve 4:40 hodin ráno, zemřela po deseti minutách života. |
| 1.      | 27.       | Marie z Beaufort-Spontinu                          | 18. 5. 1913 Bečov nad Teplou  | Maria ze Silva-Tarouca (č. x945)                                                                      |                                                                                               | Původně pohřbena na hřbitově v Bečově nad Teplou, zde uložena v roce 1926. V roce 1971 ostatky exhumovány a pohřbeny na hřbitově v Bečově nad Teplou. V 80. letech 20. století přesunuta do hrobu na novém hřbitově v Bečově nad Teplou.                                                                          | Narodila se ve 4:40 hodin ráno, zemřela po deseti minutách života. |
| 2.      | 27.       | Anna z Beaufort-Spontinu                           | 18. 5. 1913 Bečov nad Teplou  | Heinrich z Beaufort-Spontinu 11. 3. 1880 Paříž – 29. 4. 1966 Štýrský Hradec                           |                                                                                               | Původně pohřbena na hřbitově v Bečově nad Teplou, zde uložena v roce 1926. V roce 1971 ostatky exhumovány a pohřbeny na hřbitově v Bečově nad Teplou. V 80. letech 20. století přesunuta do hrobu na novém hřbitově v Bečově nad Teplou.                                                                          | Narodila se ve 4:50 hodin ráno, zemřela po pěti minutách života. |
| 2.      | 27.       | Anna z Beaufort-Spontinu                           | 18. 5. 1913 Bečov nad Teplou  | Maria ze Silva-Tarouca (č. x945)                                                                      |                                                                                               | Původně pohřbena na hřbitově v Bečově nad Teplou, zde uložena v roce 1926. V roce 1971 ostatky exhumovány a pohřbeny na hřbitově v Bečově nad Teplou. V 80. letech 20. století přesunuta do hrobu na novém hřbitově v Bečově nad Teplou.                                                                          | Narodila se ve 4:50 hodin ráno, zemřela po pěti minutách života. |
| 3.      | 25.       | Friedrich Georg (Bedřich Jiří) z Beaufort-Spontinu | 8. 6. 1843 Brusel             | Alfréd z Beaufort-Spontinu 16. 6. 1816 Brusel – 20. 7. 1888 Brusel                                    | 2. 6. 1875 Paříž: Marie Mélanie z Ligne (č. 4)                                                | Původně pohřben na hřbitově v Bečově nad Teplou, zde uložen v roce 1926. V roce 1971 ostatky exhumovány a pohřbeny na hřbitově v Bečově nad Teplou. V 80. letech 20. století přesunut do hrobu na novém hřbitově v Bečově nad Teplou.                                                                             | 4. vévoda a 2. kníže |
| 3.      | 25.       | Friedrich Georg (Bedřich Jiří) z Beaufort-Spontinu | 26. 12. 1916 Bečov nad Teplou | Pavlína Karolína (Pauline Caroline) z Forbinu 22. 7. 1817 Paříž – 26. 5. 1846 Pau                     | 2. 6. 1875 Paříž: Marie Mélanie z Ligne (č. 4)                                                | Původně pohřben na hřbitově v Bečově nad Teplou, zde uložen v roce 1926. V roce 1971 ostatky exhumovány a pohřbeny na hřbitově v Bečově nad Teplou. V 80. letech 20. století přesunut do hrobu na novém hřbitově v Bečově nad Teplou.                                                                             | 4. vévoda a 2. kníže |
| 4.      | (25.)     | Marie Mélanie z Ligne                              | 25. 11. 1855 Paříž            | Henri Maximilien de Ligne                                                                             | 2. 6. 1875 Paříž: Friedrich Georg z Beaufort-Spontinu (č. 3)                                  | Byla pohřbena v zinkové rakvi, kterou zdobily umělecké reliéfy. Víko bylo v horní části prosklené, takže bylo možné nahlédnout do rakve na nebožku. V roce 1971 ostatky exhumovány a pohřbeny na hřbitově v Bečově nad Teplou. V 80. letech 20. století přesunuta do hrobu na novém hřbitově v Bečově nad Teplou. | Zemřela při jedné z náboženských cest do Říma, na které se vydávala několikrát do roka. Narodily se jí následující děti: - 1. Pauline Marie Margarete, provd. von Isenburg (1876–1955) - 2. Heinrich (1880–1966), 5. vévoda a 3. kníže - 3. Maria Theresia Ernestine, provd. z Lobkowicz (1885–1942; pohřbena v kostele Narození Panny Marie v Křimicích) - 4. Eleonore Camilla Marie (1891–1960)                                 |
| 4.      | (25.)     | Marie Mélanie z Ligne                              | 2. 4. 1931 Řím                | Marie Louise Marguerite de Talleyrand-Perigord                                                        | 2. 6. 1875 Paříž: Friedrich Georg z Beaufort-Spontinu (č. 3)                                  | Byla pohřbena v zinkové rakvi, kterou zdobily umělecké reliéfy. Víko bylo v horní části prosklené, takže bylo možné nahlédnout do rakve na nebožku. V roce 1971 ostatky exhumovány a pohřbeny na hřbitově v Bečově nad Teplou. V 80. letech 20. století přesunuta do hrobu na novém hřbitově v Bečově nad Teplou. | Zemřela při jedné z náboženských cest do Říma, na které se vydávala několikrát do roka. Narodily se jí následující děti: - 1. Pauline Marie Margarete, provd. von Isenburg (1876–1955) - 2. Heinrich (1880–1966), 5. vévoda a 3. kníže - 3. Maria Theresia Ernestine, provd. z Lobkowicz (1885–1942; pohřbena v kostele Narození Panny Marie v Křimicích) - 4. Eleonore Camilla Marie (1891–1960)                                 |
| x945.   | (26.)     | Maria ze Silva-Tarouca (průhonická linie)          | 26. 6. 1886 Trmice            | Arnošt Emanuel (Ernst Emanuel) ze Silva-Tarouca 3. 1. 1860 Čechy pod Kosířem – 15. 8. 1936 Schwaigern | 3. 2. 1910 Vídeň: Heinrich z Beaufort-Spontinu 11. 3. 1880 Paříž – 29. 4. 1966 Štýrský Hradec | V roce 1945 pohřbena do samostatného hrobu ve staré části bečovského hřbitova. V 80. letech 20. století přesunuta do hrobu na novém hřbitově v Bečově nad Teplou. | Prezidentka německého Katolického svazu žen v Čechách a na Moravě (Katholischer Frauenbund in Böhmen und Mähren). Byla pohřbena v řádovém oděvu premonstrátek. Narodily se jí následující děti: - 1. Marie Elisabeth, provd. von Croy (1911–1995) - 2. Maria (*/† 1913; č. 1) - 3. Anna (*/† 1913; č. 2) - 4. Friedrich (1916–1998), 6. vévoda a 4. kníže - 5. Karl Albrecht (1918–1942) - 6. Maria Gilberta Eleonore (1924–2017) |
| x945.   | (26.)     | Maria ze Silva-Tarouca (průhonická linie)          | 12. 7. 1945 Bečov nad Teplou  | Maria Antonia z Nostitz-Rienecku 31. 1. 1863 Praha – 23. 7. 1934 Průhonice                            | 3. 2. 1910 Vídeň: Heinrich z Beaufort-Spontinu 11. 3. 1880 Paříž – 29. 4. 1966 Štýrský Hradec | V roce 1945 pohřbena do samostatného hrobu ve staré části bečovského hřbitova. V 80. letech 20. století přesunuta do hrobu na novém hřbitově v Bečově nad Teplou. | Prezidentka německého Katolického svazu žen v Čechách a na Moravě (Katholischer Frauenbund in Böhmen und Mähren). Byla pohřbena v řádovém oděvu premonstrátek. Narodily se jí následující děti: - 1. Marie Elisabeth, provd. von Croy (1911–1995) - 2. Maria (*/† 1913; č. 1) - 3. Anna (*/† 1913; č. 2) - 4. Friedrich (1916–1998), 6. vévoda a 4. kníže - 5. Karl Albrecht (1918–1942) - 6. Maria Gilberta Eleonore (1924–2017) |

### Příbuzenské vztahy pohřbených
Následující schéma znázorňuje příbuzenské vztahy Beaufort-Spontinů. Červeně orámovaní byli pohřbeni v hrobce. Zeleně je vyznačena Marie, roz. Silva-Tarouca (1886–1945), která byla přímo pohřbena na hřbitově. Modře je orámován Bedřich z Beaufort-Spontinu (1751–1817), který zakoupil panství v roce 1813. Oranžově je orámován Heinrich Beaufort-Spontin (1880–1966), zakladatel hrobky a poslední soukromý majitel Bečova. Tučně jsou zvýrazněni vévodové. Arabské číslice odpovídají pořadí úmrtí podle předchozí tabulky, římské číslice představují pořadí manžela nebo manželky, pokud někdo vstoupil do manželství více než jednou. Vzhledem k účelu schématu se nejedná o kompletní rodokmen.
|                                                  |                                                  |                                                  |                                                  |                                                  |                                                  |  |  | I. Leopoldina de Toledo y Salm-Salm 1760–1792                       | I. Leopoldina de Toledo y Salm-Salm 1760–1792                       | I. Leopoldina de Toledo y Salm-Salm 1760–1792                       | I. Leopoldina de Toledo y Salm-Salm 1760–1792                       | I. Leopoldina de Toledo y Salm-Salm 1760–1792                       | I. Leopoldina de Toledo y Salm-Salm 1760–1792                       |  |  | Bedřich z Beaufort-Spontinu, 1. vévoda 1751–1817 | Bedřich z Beaufort-Spontinu, 1. vévoda 1751–1817 | Bedřich z Beaufort-Spontinu, 1. vévoda 1751–1817 | Bedřich z Beaufort-Spontinu, 1. vévoda 1751–1817 | Bedřich z Beaufort-Spontinu, 1. vévoda 1751–1817 | Bedřich z Beaufort-Spontinu, 1. vévoda 1751–1817 |  |  | II. Arnoštka ze Starhembergu 1782–1832                      | II. Arnoštka ze Starhembergu 1782–1832                      | II. Arnoštka ze Starhembergu 1782–1832                      | II. Arnoštka ze Starhembergu 1782–1832                      | II. Arnoštka ze Starhembergu 1782–1832                      | II. Arnoštka ze Starhembergu 1782–1832                      |                                      |                                      |                                                              |                                                              |                                                              |                                                              |                                                                    |                                                                    |                                                                    |                                                                    |                                                                    |                                                                    |                                                           |                                                           |                                                           |                                                           |                                    |                                    |                                             |                                             |                                             |                                             |                                             |                                             |  |  |                                                       |                                                       |                                                       |                                                       |                                                       |                                                       |  |  |                                      |                                      |                                      |                                      |                                      |                                      |  |  |
|                                                  |                                                  |                                                  |                                                  |                                                  |                                                  |  |  | I. Leopoldina de Toledo y Salm-Salm 1760–1792                       | I. Leopoldina de Toledo y Salm-Salm 1760–1792                       | I. Leopoldina de Toledo y Salm-Salm 1760–1792                       | I. Leopoldina de Toledo y Salm-Salm 1760–1792                       | I. Leopoldina de Toledo y Salm-Salm 1760–1792                       | I. Leopoldina de Toledo y Salm-Salm 1760–1792                       |  |  | Bedřich z Beaufort-Spontinu, 1. vévoda 1751–1817 | Bedřich z Beaufort-Spontinu, 1. vévoda 1751–1817 | Bedřich z Beaufort-Spontinu, 1. vévoda 1751–1817 | Bedřich z Beaufort-Spontinu, 1. vévoda 1751–1817 | Bedřich z Beaufort-Spontinu, 1. vévoda 1751–1817 | Bedřich z Beaufort-Spontinu, 1. vévoda 1751–1817 |  |  | II. Arnoštka ze Starhembergu 1782–1832                      | II. Arnoštka ze Starhembergu 1782–1832                      | II. Arnoštka ze Starhembergu 1782–1832                      | II. Arnoštka ze Starhembergu 1782–1832                      | II. Arnoštka ze Starhembergu 1782–1832                      | II. Arnoštka ze Starhembergu 1782–1832                      |                                      |                                      |                                                              |                                                              |                                                              |                                                              |                                                                    |                                                                    |                                                                    |                                                                    |                                                                    |                                                                    |                                                           |                                                           |                                                           |                                                           |                                    |                                    |                                             |                                             |                                             |                                             |                                             |                                             |  |  |                                                       |                                                       |                                                       |                                                       |                                                       |                                                       |  |  |                                      |                                      |                                      |                                      |                                      |                                      |  |  |
|                                                  |                                                  |                                                  |                                                  |                                                  |                                                  |  |  |                                                                     |                                                                     |                                                                     |                                                                     |                                                                     |                                                                     |  |  |                                                  |                                                  |                                                  |                                                  |                                                  |                                                  |  |  |                                                             |                                                             |                                                             |                                                             |                                                             |                                                             |                                      |                                      |                                                              |                                                              |                                                              |                                                              |                                                                    |                                                                    |                                                                    |                                                                    |                                                                    |                                                                    |                                                           |                                                           |                                                           |                                                           |                                    |                                    |                                             |                                             |                                             |                                             |                                             |                                             |  |  |                                                       |                                                       |                                                       |                                                       |                                                       |                                                       |  |  |                                      |                                      |                                      |                                      |                                      |                                      |  |  |
|                                                  |                                                  |                                                  |                                                  |                                                  |                                                  |  |  |                                                                     |                                                                     |                                                                     |                                                                     |                                                                     |                                                                     |  |  |                                                  |                                                  |                                                  |                                                  |                                                  |                                                  |  |  |                                                             |                                                             |                                                             |                                                             |                                                             |                                                             |                                      |                                      |                                                              |                                                              |                                                              |                                                              |                                                                    |                                                                    |                                                                    |                                                                    |                                                                    |                                                                    |                                                           |                                                           |                                                           |                                                           |                                    |                                    |                                             |                                             |                                             |                                             |                                             |                                             |  |  |                                                       |                                                       |                                                       |                                                       |                                                       |                                                       |  |  |                                      |                                      |                                      |                                      |                                      |                                      |  |  |
| Bedřich z Beaufort-Spontinu, 2. vévoda 1809–1834 | Bedřich z Beaufort-Spontinu, 2. vévoda 1809–1834 | Bedřich z Beaufort-Spontinu, 2. vévoda 1809–1834 | Bedřich z Beaufort-Spontinu, 2. vévoda 1809–1834 | Bedřich z Beaufort-Spontinu, 2. vévoda 1809–1834 | Bedřich z Beaufort-Spontinu, 2. vévoda 1809–1834 |  |  | I. Jiří ze Starhembergu 1802–1834                                   | I. Jiří ze Starhembergu 1802–1834                                   | I. Jiří ze Starhembergu 1802–1834                                   | I. Jiří ze Starhembergu 1802–1834                                   | I. Jiří ze Starhembergu 1802–1834                                   | I. Jiří ze Starhembergu 1802–1834                                   |  |  | Valerie z Beaufort-Spontinu 1811–1887            | Valerie z Beaufort-Spontinu 1811–1887            | Valerie z Beaufort-Spontinu 1811–1887            | Valerie z Beaufort-Spontinu 1811–1887            | Valerie z Beaufort-Spontinu 1811–1887            | Valerie z Beaufort-Spontinu 1811–1887            |  |  | II. Teodor Josef ze Straten-Ponthozu 1809–1889              | II. Teodor Josef ze Straten-Ponthozu 1809–1889              | II. Teodor Josef ze Straten-Ponthozu 1809–1889              | II. Teodor Josef ze Straten-Ponthozu 1809–1889              | II. Teodor Josef ze Straten-Ponthozu 1809–1889              | II. Teodor Josef ze Straten-Ponthozu 1809–1889              |                                      |                                      | I. Pavlína Karolína de Forbin 1817–1846                      | I. Pavlína Karolína de Forbin 1817–1846                      | I. Pavlína Karolína de Forbin 1817–1846                      | I. Pavlína Karolína de Forbin 1817–1846                      | I. Pavlína Karolína de Forbin 1817–1846                            | I. Pavlína Karolína de Forbin 1817–1846                            |                                                                    |                                                                    | Alfréd z Beaufort-Spontinu, 3. vévoda, 1. kníže 1816–1888          | Alfréd z Beaufort-Spontinu, 3. vévoda, 1. kníže 1816–1888          | Alfréd z Beaufort-Spontinu, 3. vévoda, 1. kníže 1816–1888 | Alfréd z Beaufort-Spontinu, 3. vévoda, 1. kníže 1816–1888 | Alfréd z Beaufort-Spontinu, 3. vévoda, 1. kníže 1816–1888 | Alfréd z Beaufort-Spontinu, 3. vévoda, 1. kníže 1816–1888 |                                    |                                    | II. Tereza z Thurn-Taxisu 1830–1883         | II. Tereza z Thurn-Taxisu 1830–1883         | II. Tereza z Thurn-Taxisu 1830–1883         | II. Tereza z Thurn-Taxisu 1830–1883         | II. Tereza z Thurn-Taxisu 1830–1883         | II. Tereza z Thurn-Taxisu 1830–1883         |  |  | Marie Hermenegilde z Beaufort-Spontinu 1813–1880      | Marie Hermenegilde z Beaufort-Spontinu 1813–1880      | Marie Hermenegilde z Beaufort-Spontinu 1813–1880      | Marie Hermenegilde z Beaufort-Spontinu 1813–1880      | Marie Hermenegilde z Beaufort-Spontinu 1813–1880      | Marie Hermenegilde z Beaufort-Spontinu 1813–1880      |  |  | Karel Mouchet de Laubespin 1812–1876 | Karel Mouchet de Laubespin 1812–1876 | Karel Mouchet de Laubespin 1812–1876 | Karel Mouchet de Laubespin 1812–1876 | Karel Mouchet de Laubespin 1812–1876 | Karel Mouchet de Laubespin 1812–1876 |  |  |
| Bedřich z Beaufort-Spontinu, 2. vévoda 1809–1834 | Bedřich z Beaufort-Spontinu, 2. vévoda 1809–1834 | Bedřich z Beaufort-Spontinu, 2. vévoda 1809–1834 | Bedřich z Beaufort-Spontinu, 2. vévoda 1809–1834 | Bedřich z Beaufort-Spontinu, 2. vévoda 1809–1834 | Bedřich z Beaufort-Spontinu, 2. vévoda 1809–1834 |  |  | I. Jiří ze Starhembergu 1802–1834                                   | I. Jiří ze Starhembergu 1802–1834                                   | I. Jiří ze Starhembergu 1802–1834                                   | I. Jiří ze Starhembergu 1802–1834                                   | I. Jiří ze Starhembergu 1802–1834                                   | I. Jiří ze Starhembergu 1802–1834                                   |  |  | Valerie z Beaufort-Spontinu 1811–1887            | Valerie z Beaufort-Spontinu 1811–1887            | Valerie z Beaufort-Spontinu 1811–1887            | Valerie z Beaufort-Spontinu 1811–1887            | Valerie z Beaufort-Spontinu 1811–1887            | Valerie z Beaufort-Spontinu 1811–1887            |  |  | II. Teodor Josef ze Straten-Ponthozu 1809–1889              | II. Teodor Josef ze Straten-Ponthozu 1809–1889              | II. Teodor Josef ze Straten-Ponthozu 1809–1889              | II. Teodor Josef ze Straten-Ponthozu 1809–1889              | II. Teodor Josef ze Straten-Ponthozu 1809–1889              | II. Teodor Josef ze Straten-Ponthozu 1809–1889              |                                      |                                      | I. Pavlína Karolína de Forbin 1817–1846                      | I. Pavlína Karolína de Forbin 1817–1846                      | I. Pavlína Karolína de Forbin 1817–1846                      | I. Pavlína Karolína de Forbin 1817–1846                      | I. Pavlína Karolína de Forbin 1817–1846                            | I. Pavlína Karolína de Forbin 1817–1846                            |                                                                    |                                                                    | Alfréd z Beaufort-Spontinu, 3. vévoda, 1. kníže 1816–1888          | Alfréd z Beaufort-Spontinu, 3. vévoda, 1. kníže 1816–1888          | Alfréd z Beaufort-Spontinu, 3. vévoda, 1. kníže 1816–1888 | Alfréd z Beaufort-Spontinu, 3. vévoda, 1. kníže 1816–1888 | Alfréd z Beaufort-Spontinu, 3. vévoda, 1. kníže 1816–1888 | Alfréd z Beaufort-Spontinu, 3. vévoda, 1. kníže 1816–1888 |                                    |                                    | II. Tereza z Thurn-Taxisu 1830–1883         | II. Tereza z Thurn-Taxisu 1830–1883         | II. Tereza z Thurn-Taxisu 1830–1883         | II. Tereza z Thurn-Taxisu 1830–1883         | II. Tereza z Thurn-Taxisu 1830–1883         | II. Tereza z Thurn-Taxisu 1830–1883         |  |  | Marie Hermenegilde z Beaufort-Spontinu 1813–1880      | Marie Hermenegilde z Beaufort-Spontinu 1813–1880      | Marie Hermenegilde z Beaufort-Spontinu 1813–1880      | Marie Hermenegilde z Beaufort-Spontinu 1813–1880      | Marie Hermenegilde z Beaufort-Spontinu 1813–1880      | Marie Hermenegilde z Beaufort-Spontinu 1813–1880      |  |  | Karel Mouchet de Laubespin 1812–1876 | Karel Mouchet de Laubespin 1812–1876 | Karel Mouchet de Laubespin 1812–1876 | Karel Mouchet de Laubespin 1812–1876 | Karel Mouchet de Laubespin 1812–1876 | Karel Mouchet de Laubespin 1812–1876 |  |  |
|                                                  |                                                  |                                                  |                                                  |                                                  |                                                  |  |  |                                                                     |                                                                     |                                                                     |                                                                     |                                                                     |                                                                     |  |  |                                                  |                                                  |                                                  |                                                  |                                                  |                                                  |  |  |                                                             |                                                             |                                                             |                                                             |                                                             |                                                             |                                      |                                      |                                                              |                                                              |                                                              |                                                              |                                                                    |                                                                    |                                                                    |                                                                    |                                                                    |                                                                    |                                                           |                                                           |                                                           |                                                           |                                    |                                    |                                             |                                             |                                             |                                             |                                             |                                             |  |  |                                                       |                                                       |                                                       |                                                       |                                                       |                                                       |  |  |                                      |                                      |                                      |                                      |                                      |                                      |  |  |
|                                                  |                                                  |                                                  |                                                  |                                                  |                                                  |  |  |                                                                     |                                                                     |                                                                     |                                                                     |                                                                     |                                                                     |  |  |                                                  |                                                  |                                                  |                                                  |                                                  |                                                  |  |  |                                                             |                                                             |                                                             |                                                             |                                                             |                                                             |                                      |                                      |                                                              |                                                              |                                                              |                                                              |                                                                    |                                                                    |                                                                    |                                                                    |                                                                    |                                                                    |                                                           |                                                           |                                                           |                                                           |                                    |                                    |                                             |                                             |                                             |                                             |                                             |                                             |  |  |                                                       |                                                       |                                                       |                                                       |                                                       |                                                       |  |  |                                      |                                      |                                      |                                      |                                      |                                      |  |  |
|                                                  |                                                  |                                                  |                                                  |                                                  |                                                  |  |  |                                                                     |                                                                     |                                                                     |                                                                     |                                                                     |                                                                     |  |  |                                                  |                                                  |                                                  |                                                  |                                                  |                                                  |  |  | Bedřich Arnošt z Beaufort-Spontinu 1840–1842                | Bedřich Arnošt z Beaufort-Spontinu 1840–1842                | Bedřich Arnošt z Beaufort-Spontinu 1840–1842                | Bedřich Arnošt z Beaufort-Spontinu 1840–1842                | Bedřich Arnošt z Beaufort-Spontinu 1840–1842                | Bedřich Arnošt z Beaufort-Spontinu 1840–1842                |                                      |                                      |                                                              |                                                              |                                                              |                                                              | 3. Bedřich Jiří z Beaufort-Spontinu, 4. vévoda, 2. kníže 1843–1916 | 3. Bedřich Jiří z Beaufort-Spontinu, 4. vévoda, 2. kníže 1843–1916 | 3. Bedřich Jiří z Beaufort-Spontinu, 4. vévoda, 2. kníže 1843–1916 | 3. Bedřich Jiří z Beaufort-Spontinu, 4. vévoda, 2. kníže 1843–1916 | 3. Bedřich Jiří z Beaufort-Spontinu, 4. vévoda, 2. kníže 1843–1916 | 3. Bedřich Jiří z Beaufort-Spontinu, 4. vévoda, 2. kníže 1843–1916 |                                                           |                                                           | 4. Marie Melanie z Ligne 1855–1931                        | 4. Marie Melanie z Ligne 1855–1931                        | 4. Marie Melanie z Ligne 1855–1931 | 4. Marie Melanie z Ligne 1855–1931 | 4. Marie Melanie z Ligne 1855–1931          | 4. Marie Melanie z Ligne 1855–1931          |                                             |                                             |                                             |                                             |  |  |                                                       |                                                       |                                                       |                                                       |                                                       |                                                       |  |  |                                      |                                      |                                      |                                      |                                      |                                      |  |  |
|                                                  |                                                  |                                                  |                                                  |                                                  |                                                  |  |  |                                                                     |                                                                     |                                                                     |                                                                     |                                                                     |                                                                     |  |  |                                                  |                                                  |                                                  |                                                  |                                                  |                                                  |  |  | Bedřich Arnošt z Beaufort-Spontinu 1840–1842                | Bedřich Arnošt z Beaufort-Spontinu 1840–1842                | Bedřich Arnošt z Beaufort-Spontinu 1840–1842                | Bedřich Arnošt z Beaufort-Spontinu 1840–1842                | Bedřich Arnošt z Beaufort-Spontinu 1840–1842                | Bedřich Arnošt z Beaufort-Spontinu 1840–1842                |                                      |                                      |                                                              |                                                              |                                                              |                                                              | 3. Bedřich Jiří z Beaufort-Spontinu, 4. vévoda, 2. kníže 1843–1916 | 3. Bedřich Jiří z Beaufort-Spontinu, 4. vévoda, 2. kníže 1843–1916 | 3. Bedřich Jiří z Beaufort-Spontinu, 4. vévoda, 2. kníže 1843–1916 | 3. Bedřich Jiří z Beaufort-Spontinu, 4. vévoda, 2. kníže 1843–1916 | 3. Bedřich Jiří z Beaufort-Spontinu, 4. vévoda, 2. kníže 1843–1916 | 3. Bedřich Jiří z Beaufort-Spontinu, 4. vévoda, 2. kníže 1843–1916 |                                                           |                                                           | 4. Marie Melanie z Ligne 1855–1931                        | 4. Marie Melanie z Ligne 1855–1931                        | 4. Marie Melanie z Ligne 1855–1931 | 4. Marie Melanie z Ligne 1855–1931 | 4. Marie Melanie z Ligne 1855–1931          | 4. Marie Melanie z Ligne 1855–1931          |                                             |                                             |                                             |                                             |  |  |                                                       |                                                       |                                                       |                                                       |                                                       |                                                       |  |  |                                      |                                      |                                      |                                      |                                      |                                      |  |  |
|                                                  |                                                  |                                                  |                                                  |                                                  |                                                  |  |  |                                                                     |                                                                     |                                                                     |                                                                     |                                                                     |                                                                     |  |  |                                                  |                                                  |                                                  |                                                  |                                                  |                                                  |  |  |                                                             |                                                             |                                                             |                                                             |                                                             |                                                             |                                      |                                      |                                                              |                                                              |                                                              |                                                              |                                                                    |                                                                    |                                                                    |                                                                    |                                                                    |                                                                    |                                                           |                                                           |                                                           |                                                           |                                    |                                    |                                             |                                             |                                             |                                             |                                             |                                             |  |  |                                                       |                                                       |                                                       |                                                       |                                                       |                                                       |  |  |                                      |                                      |                                      |                                      |                                      |                                      |  |  |
|                                                  |                                                  |                                                  |                                                  |                                                  |                                                  |  |  |                                                                     |                                                                     |                                                                     |                                                                     |                                                                     |                                                                     |  |  |                                                  |                                                  |                                                  |                                                  |                                                  |                                                  |  |  |                                                             |                                                             |                                                             |                                                             |                                                             |                                                             |                                      |                                      |                                                              |                                                              |                                                              |                                                              |                                                                    |                                                                    |                                                                    |                                                                    |                                                                    |                                                                    |                                                           |                                                           |                                                           |                                                           |                                    |                                    |                                             |                                             |                                             |                                             |                                             |                                             |  |  |                                                       |                                                       |                                                       |                                                       |                                                       |                                                       |  |  |                                      |                                      |                                      |                                      |                                      |                                      |  |  |
|                                                  |                                                  |                                                  |                                                  |                                                  |                                                  |  |  | Pavlína z Beaufort-Spontinu 1876–1955                               | Pavlína z Beaufort-Spontinu 1876–1955                               | Pavlína z Beaufort-Spontinu 1876–1955                               | Pavlína z Beaufort-Spontinu 1876–1955                               | Pavlína z Beaufort-Spontinu 1876–1955                               | Pavlína z Beaufort-Spontinu 1876–1955                               |  |  | Alfons z Isenburgu 1875–1951                     | Alfons z Isenburgu 1875–1951                     | Alfons z Isenburgu 1875–1951                     | Alfons z Isenburgu 1875–1951                     | Alfons z Isenburgu 1875–1951                     | Alfons z Isenburgu 1875–1951                     |  |  | Heinrich z Beaufort-Spontinu, 5. vévoda, 3. kníže 1880–1966 | Heinrich z Beaufort-Spontinu, 5. vévoda, 3. kníže 1880–1966 | Heinrich z Beaufort-Spontinu, 5. vévoda, 3. kníže 1880–1966 | Heinrich z Beaufort-Spontinu, 5. vévoda, 3. kníže 1880–1966 | Heinrich z Beaufort-Spontinu, 5. vévoda, 3. kníže 1880–1966 | Heinrich z Beaufort-Spontinu, 5. vévoda, 3. kníže 1880–1966 |                                      |                                      | x945. Maria ze Silva-Taroucy 1886–1945                       | x945. Maria ze Silva-Taroucy 1886–1945                       | x945. Maria ze Silva-Taroucy 1886–1945                       | x945. Maria ze Silva-Taroucy 1886–1945                       | x945. Maria ze Silva-Taroucy 1886–1945                             | x945. Maria ze Silva-Taroucy 1886–1945                             |                                                                    |                                                                    | Maria Theresia Ernestine z Beaufort-Spontinu 1885–1942             | Maria Theresia Ernestine z Beaufort-Spontinu 1885–1942             | Maria Theresia Ernestine z Beaufort-Spontinu 1885–1942    | Maria Theresia Ernestine z Beaufort-Spontinu 1885–1942    | Maria Theresia Ernestine z Beaufort-Spontinu 1885–1942    | Maria Theresia Ernestine z Beaufort-Spontinu 1885–1942    |                                    |                                    | Jaroslav Lobkowicz 1877–1953                | Jaroslav Lobkowicz 1877–1953                | Jaroslav Lobkowicz 1877–1953                | Jaroslav Lobkowicz 1877–1953                | Jaroslav Lobkowicz 1877–1953                | Jaroslav Lobkowicz 1877–1953                |  |  | Eleonore Camilla z Beaufort-Spontinu 1891–1960        | Eleonore Camilla z Beaufort-Spontinu 1891–1960        | Eleonore Camilla z Beaufort-Spontinu 1891–1960        | Eleonore Camilla z Beaufort-Spontinu 1891–1960        | Eleonore Camilla z Beaufort-Spontinu 1891–1960        | Eleonore Camilla z Beaufort-Spontinu 1891–1960        |  |  |                                      |                                      |                                      |                                      |                                      |                                      |  |  |
|                                                  |                                                  |                                                  |                                                  |                                                  |                                                  |  |  | Pavlína z Beaufort-Spontinu 1876–1955                               | Pavlína z Beaufort-Spontinu 1876–1955                               | Pavlína z Beaufort-Spontinu 1876–1955                               | Pavlína z Beaufort-Spontinu 1876–1955                               | Pavlína z Beaufort-Spontinu 1876–1955                               | Pavlína z Beaufort-Spontinu 1876–1955                               |  |  | Alfons z Isenburgu 1875–1951                     | Alfons z Isenburgu 1875–1951                     | Alfons z Isenburgu 1875–1951                     | Alfons z Isenburgu 1875–1951                     | Alfons z Isenburgu 1875–1951                     | Alfons z Isenburgu 1875–1951                     |  |  | Heinrich z Beaufort-Spontinu, 5. vévoda, 3. kníže 1880–1966 | Heinrich z Beaufort-Spontinu, 5. vévoda, 3. kníže 1880–1966 | Heinrich z Beaufort-Spontinu, 5. vévoda, 3. kníže 1880–1966 | Heinrich z Beaufort-Spontinu, 5. vévoda, 3. kníže 1880–1966 | Heinrich z Beaufort-Spontinu, 5. vévoda, 3. kníže 1880–1966 | Heinrich z Beaufort-Spontinu, 5. vévoda, 3. kníže 1880–1966 |                                      |                                      | x945. Maria ze Silva-Taroucy 1886–1945                       | x945. Maria ze Silva-Taroucy 1886–1945                       | x945. Maria ze Silva-Taroucy 1886–1945                       | x945. Maria ze Silva-Taroucy 1886–1945                       | x945. Maria ze Silva-Taroucy 1886–1945                             | x945. Maria ze Silva-Taroucy 1886–1945                             |                                                                    |                                                                    | Maria Theresia Ernestine z Beaufort-Spontinu 1885–1942             | Maria Theresia Ernestine z Beaufort-Spontinu 1885–1942             | Maria Theresia Ernestine z Beaufort-Spontinu 1885–1942    | Maria Theresia Ernestine z Beaufort-Spontinu 1885–1942    | Maria Theresia Ernestine z Beaufort-Spontinu 1885–1942    | Maria Theresia Ernestine z Beaufort-Spontinu 1885–1942    |                                    |                                    | Jaroslav Lobkowicz 1877–1953                | Jaroslav Lobkowicz 1877–1953                | Jaroslav Lobkowicz 1877–1953                | Jaroslav Lobkowicz 1877–1953                | Jaroslav Lobkowicz 1877–1953                | Jaroslav Lobkowicz 1877–1953                |  |  | Eleonore Camilla z Beaufort-Spontinu 1891–1960        | Eleonore Camilla z Beaufort-Spontinu 1891–1960        | Eleonore Camilla z Beaufort-Spontinu 1891–1960        | Eleonore Camilla z Beaufort-Spontinu 1891–1960        | Eleonore Camilla z Beaufort-Spontinu 1891–1960        | Eleonore Camilla z Beaufort-Spontinu 1891–1960        |  |  |                                      |                                      |                                      |                                      |                                      |                                      |  |  |
|                                                  |                                                  |                                                  |                                                  |                                                  |                                                  |  |  |                                                                     |                                                                     |                                                                     |                                                                     |                                                                     |                                                                     |  |  |                                                  |                                                  |                                                  |                                                  |                                                  |                                                  |  |  |                                                             |                                                             |                                                             |                                                             |                                                             |                                                             |                                      |                                      |                                                              |                                                              |                                                              |                                                              |                                                                    |                                                                    |                                                                    |                                                                    |                                                                    |                                                                    |                                                           |                                                           |                                                           |                                                           |                                    |                                    |                                             |                                             |                                             |                                             |                                             |                                             |  |  |                                                       |                                                       |                                                       |                                                       |                                                       |                                                       |  |  |                                      |                                      |                                      |                                      |                                      |                                      |  |  |
|                                                  |                                                  |                                                  |                                                  |                                                  |                                                  |  |  |                                                                     |                                                                     |                                                                     |                                                                     |                                                                     |                                                                     |  |  |                                                  |                                                  |                                                  |                                                  |                                                  |                                                  |  |  |                                                             |                                                             |                                                             |                                                             |                                                             |                                                             |                                      |                                      |                                                              |                                                              |                                                              |                                                              |                                                                    |                                                                    |                                                                    |                                                                    |                                                                    |                                                                    |                                                           |                                                           |                                                           |                                                           |                                    |                                    |                                             |                                             |                                             |                                             |                                             |                                             |  |  |                                                       |                                                       |                                                       |                                                       |                                                       |                                                       |  |  |                                      |                                      |                                      |                                      |                                      |                                      |  |  |
| Marie Elisabeth z Beaufort-Spontinu 1911–1995    | Marie Elisabeth z Beaufort-Spontinu 1911–1995    | Marie Elisabeth z Beaufort-Spontinu 1911–1995    | Marie Elisabeth z Beaufort-Spontinu 1911–1995    | Marie Elisabeth z Beaufort-Spontinu 1911–1995    | Marie Elisabeth z Beaufort-Spontinu 1911–1995    |  |  | Alexis z Croy 1910–2002                                             | Alexis z Croy 1910–2002                                             | Alexis z Croy 1910–2002                                             | Alexis z Croy 1910–2002                                             | Alexis z Croy 1910–2002                                             | Alexis z Croy 1910–2002                                             |  |  | 1. Maria z Beaufort-Spontinu */† 1913            | 1. Maria z Beaufort-Spontinu */† 1913            | 1. Maria z Beaufort-Spontinu */† 1913            | 1. Maria z Beaufort-Spontinu */† 1913            | 1. Maria z Beaufort-Spontinu */† 1913            | 1. Maria z Beaufort-Spontinu */† 1913            |  |  | 2. Anna z Beaufort-Spontinu */† 1913                        | 2. Anna z Beaufort-Spontinu */† 1913                        | 2. Anna z Beaufort-Spontinu */† 1913                        | 2. Anna z Beaufort-Spontinu */† 1913                        | 2. Anna z Beaufort-Spontinu */† 1913                        | 2. Anna z Beaufort-Spontinu */† 1913                        |                                      |                                      | Friedrich z Beaufort-Spontinu, 6. vévoda, 4. kníže 1916–1998 | Friedrich z Beaufort-Spontinu, 6. vévoda, 4. kníže 1916–1998 | Friedrich z Beaufort-Spontinu, 6. vévoda, 4. kníže 1916–1998 | Friedrich z Beaufort-Spontinu, 6. vévoda, 4. kníže 1916–1998 | Friedrich z Beaufort-Spontinu, 6. vévoda, 4. kníže 1916–1998       | Friedrich z Beaufort-Spontinu, 6. vévoda, 4. kníže 1916–1998       |                                                                    |                                                                    | Christiane Steinheuer 1920–2003                                    | Christiane Steinheuer 1920–2003                                    | Christiane Steinheuer 1920–2003                           | Christiane Steinheuer 1920–2003                           | Christiane Steinheuer 1920–2003                           | Christiane Steinheuer 1920–2003                           |                                    |                                    | Karl Albrecht z Beaufort-Spontinu 1918–1942 | Karl Albrecht z Beaufort-Spontinu 1918–1942 | Karl Albrecht z Beaufort-Spontinu 1918–1942 | Karl Albrecht z Beaufort-Spontinu 1918–1942 | Karl Albrecht z Beaufort-Spontinu 1918–1942 | Karl Albrecht z Beaufort-Spontinu 1918–1942 |  |  | Maria Gilberta Eleonore z Beaufort-Spontinu 1924–2017 | Maria Gilberta Eleonore z Beaufort-Spontinu 1924–2017 | Maria Gilberta Eleonore z Beaufort-Spontinu 1924–2017 | Maria Gilberta Eleonore z Beaufort-Spontinu 1924–2017 | Maria Gilberta Eleonore z Beaufort-Spontinu 1924–2017 | Maria Gilberta Eleonore z Beaufort-Spontinu 1924–2017 |  |  |                                      |                                      |                                      |                                      |                                      |                                      |  |  |
| Marie Elisabeth z Beaufort-Spontinu 1911–1995    | Marie Elisabeth z Beaufort-Spontinu 1911–1995    | Marie Elisabeth z Beaufort-Spontinu 1911–1995    | Marie Elisabeth z Beaufort-Spontinu 1911–1995    | Marie Elisabeth z Beaufort-Spontinu 1911–1995    | Marie Elisabeth z Beaufort-Spontinu 1911–1995    |  |  | Alexis z Croy 1910–2002                                             | Alexis z Croy 1910–2002                                             | Alexis z Croy 1910–2002                                             | Alexis z Croy 1910–2002                                             | Alexis z Croy 1910–2002                                             | Alexis z Croy 1910–2002                                             |  |  | 1. Maria z Beaufort-Spontinu */† 1913            | 1. Maria z Beaufort-Spontinu */† 1913            | 1. Maria z Beaufort-Spontinu */† 1913            | 1. Maria z Beaufort-Spontinu */† 1913            | 1. Maria z Beaufort-Spontinu */† 1913            | 1. Maria z Beaufort-Spontinu */† 1913            |  |  | 2. Anna z Beaufort-Spontinu */† 1913                        | 2. Anna z Beaufort-Spontinu */† 1913                        | 2. Anna z Beaufort-Spontinu */† 1913                        | 2. Anna z Beaufort-Spontinu */† 1913                        | 2. Anna z Beaufort-Spontinu */† 1913                        | 2. Anna z Beaufort-Spontinu */† 1913                        |                                      |                                      | Friedrich z Beaufort-Spontinu, 6. vévoda, 4. kníže 1916–1998 | Friedrich z Beaufort-Spontinu, 6. vévoda, 4. kníže 1916–1998 | Friedrich z Beaufort-Spontinu, 6. vévoda, 4. kníže 1916–1998 | Friedrich z Beaufort-Spontinu, 6. vévoda, 4. kníže 1916–1998 | Friedrich z Beaufort-Spontinu, 6. vévoda, 4. kníže 1916–1998       | Friedrich z Beaufort-Spontinu, 6. vévoda, 4. kníže 1916–1998       |                                                                    |                                                                    | Christiane Steinheuer 1920–2003                                    | Christiane Steinheuer 1920–2003                                    | Christiane Steinheuer 1920–2003                           | Christiane Steinheuer 1920–2003                           | Christiane Steinheuer 1920–2003                           | Christiane Steinheuer 1920–2003                           |                                    |                                    | Karl Albrecht z Beaufort-Spontinu 1918–1942 | Karl Albrecht z Beaufort-Spontinu 1918–1942 | Karl Albrecht z Beaufort-Spontinu 1918–1942 | Karl Albrecht z Beaufort-Spontinu 1918–1942 | Karl Albrecht z Beaufort-Spontinu 1918–1942 | Karl Albrecht z Beaufort-Spontinu 1918–1942 |  |  | Maria Gilberta Eleonore z Beaufort-Spontinu 1924–2017 | Maria Gilberta Eleonore z Beaufort-Spontinu 1924–2017 | Maria Gilberta Eleonore z Beaufort-Spontinu 1924–2017 | Maria Gilberta Eleonore z Beaufort-Spontinu 1924–2017 | Maria Gilberta Eleonore z Beaufort-Spontinu 1924–2017 | Maria Gilberta Eleonore z Beaufort-Spontinu 1924–2017 |  |  |                                      |                                      |                                      |                                      |                                      |                                      |  |  |
|                                                  |                                                  |                                                  |                                                  |                                                  |                                                  |  |  |                                                                     |                                                                     |                                                                     |                                                                     |                                                                     |                                                                     |  |  |                                                  |                                                  |                                                  |                                                  |                                                  |                                                  |  |  |                                                             |                                                             |                                                             |                                                             |                                                             |                                                             |                                      |                                      |                                                              |                                                              |                                                              |                                                              |                                                                    |                                                                    |                                                                    |                                                                    |                                                                    |                                                                    |                                                           |                                                           |                                                           |                                                           |                                    |                                    |                                             |                                             |                                             |                                             |                                             |                                             |  |  |                                                       |                                                       |                                                       |                                                       |                                                       |                                                       |  |  |                                      |                                      |                                      |                                      |                                      |                                      |  |  |
|                                                  |                                                  |                                                  |                                                  |                                                  |                                                  |  |  |                                                                     |                                                                     |                                                                     |                                                                     |                                                                     |                                                                     |  |  |                                                  |                                                  |                                                  |                                                  |                                                  |                                                  |  |  |                                                             |                                                             |                                                             |                                                             |                                                             |                                                             |                                      |                                      |                                                              |                                                              |                                                              |                                                              |                                                                    |                                                                    |                                                                    |                                                                    |                                                                    |                                                                    |                                                           |                                                           |                                                           |                                                           |                                    |                                    |                                             |                                             |                                             |                                             |                                             |                                             |  |  |                                                       |                                                       |                                                       |                                                       |                                                       |                                                       |  |  |                                      |                                      |                                      |                                      |                                      |                                      |  |  |
| I. Christiane Ausserwinkler * 1948               | I. Christiane Ausserwinkler * 1948               | I. Christiane Ausserwinkler * 1948               | I. Christiane Ausserwinkler * 1948               | I. Christiane Ausserwinkler * 1948               | I. Christiane Ausserwinkler * 1948               |  |  | Friedrich Christian z Beaufort-Spontinu, 7. vévoda, 5. kníže 1944–? | Friedrich Christian z Beaufort-Spontinu, 7. vévoda, 5. kníže 1944–? | Friedrich Christian z Beaufort-Spontinu, 7. vévoda, 5. kníže 1944–? | Friedrich Christian z Beaufort-Spontinu, 7. vévoda, 5. kníže 1944–? | Friedrich Christian z Beaufort-Spontinu, 7. vévoda, 5. kníže 1944–? | Friedrich Christian z Beaufort-Spontinu, 7. vévoda, 5. kníže 1944–? |  |  | II. Astrid Deeg * 1960                           | II. Astrid Deeg * 1960                           | II. Astrid Deeg * 1960                           | II. Astrid Deeg * 1960                           | II. Astrid Deeg * 1960                           | II. Astrid Deeg * 1960                           |  |  |                                                             |                                                             |                                                             |                                                             | I. Eva Horsetzky von Hornthal * 1948                        | I. Eva Horsetzky von Hornthal * 1948                        | I. Eva Horsetzky von Hornthal * 1948 | I. Eva Horsetzky von Hornthal * 1948 | I. Eva Horsetzky von Hornthal * 1948                         | I. Eva Horsetzky von Hornthal * 1948                         |                                                              |                                                              | Christian Friedrich z Beaufort-Spontinu 1947–?                     | Christian Friedrich z Beaufort-Spontinu 1947–?                     | Christian Friedrich z Beaufort-Spontinu 1947–?                     | Christian Friedrich z Beaufort-Spontinu 1947–?                     | Christian Friedrich z Beaufort-Spontinu 1947–?                     | Christian Friedrich z Beaufort-Spontinu 1947–?                     |                                                           |                                                           | II. Sylvia Ferino-Pagden 1946–?                           | II. Sylvia Ferino-Pagden 1946–?                           | II. Sylvia Ferino-Pagden 1946–?    | II. Sylvia Ferino-Pagden 1946–?    | II. Sylvia Ferino-Pagden 1946–?             | II. Sylvia Ferino-Pagden 1946–?             |                                             |                                             |                                             |                                             |  |  |                                                       |                                                       |                                                       |                                                       |                                                       |                                                       |  |  |                                      |                                      |                                      |                                      |                                      |                                      |  |  |
| I. Christiane Ausserwinkler * 1948               | I. Christiane Ausserwinkler * 1948               | I. Christiane Ausserwinkler * 1948               | I. Christiane Ausserwinkler * 1948               | I. Christiane Ausserwinkler * 1948               | I. Christiane Ausserwinkler * 1948               |  |  | Friedrich Christian z Beaufort-Spontinu, 7. vévoda, 5. kníže 1944–? | Friedrich Christian z Beaufort-Spontinu, 7. vévoda, 5. kníže 1944–? | Friedrich Christian z Beaufort-Spontinu, 7. vévoda, 5. kníže 1944–? | Friedrich Christian z Beaufort-Spontinu, 7. vévoda, 5. kníže 1944–? | Friedrich Christian z Beaufort-Spontinu, 7. vévoda, 5. kníže 1944–? | Friedrich Christian z Beaufort-Spontinu, 7. vévoda, 5. kníže 1944–? |  |  | II. Astrid Deeg * 1960                           | II. Astrid Deeg * 1960                           | II. Astrid Deeg * 1960                           | II. Astrid Deeg * 1960                           | II. Astrid Deeg * 1960                           | II. Astrid Deeg * 1960                           |  |  |                                                             |                                                             |                                                             |                                                             | I. Eva Horsetzky von Hornthal * 1948                        | I. Eva Horsetzky von Hornthal * 1948                        | I. Eva Horsetzky von Hornthal * 1948 | I. Eva Horsetzky von Hornthal * 1948 | I. Eva Horsetzky von Hornthal * 1948                         | I. Eva Horsetzky von Hornthal * 1948                         |                                                              |                                                              | Christian Friedrich z Beaufort-Spontinu 1947–?                     | Christian Friedrich z Beaufort-Spontinu 1947–?                     | Christian Friedrich z Beaufort-Spontinu 1947–?                     | Christian Friedrich z Beaufort-Spontinu 1947–?                     | Christian Friedrich z Beaufort-Spontinu 1947–?                     | Christian Friedrich z Beaufort-Spontinu 1947–?                     |                                                           |                                                           | II. Sylvia Ferino-Pagden 1946–?                           | II. Sylvia Ferino-Pagden 1946–?                           | II. Sylvia Ferino-Pagden 1946–?    | II. Sylvia Ferino-Pagden 1946–?    | II. Sylvia Ferino-Pagden 1946–?             | II. Sylvia Ferino-Pagden 1946–?             |                                             |                                             |                                             |                                             |  |  |                                                       |                                                       |                                                       |                                                       |                                                       |                                                       |  |  |                                      |                                      |                                      |                                      |                                      |                                      |  |  |